# María Cristina Arango
María Cristina Arango Vega (Bogotá, 15 de octubre de 1928-Bogotá, 15 de septiembre de 2017) fue primera dama de Colombia entre 1970 a 1974, al estar casada con el vigesimotercer presidente de Colombia, Misael Pastrana Borrero. Uno de sus hijos es el expresidente Andrés Pastrana.

## Biografía
Era hija de Carlos Arango Vélez, político liberal, y de su esposa María Vega Jaramillo. En 1950, mientras su padre servía como embajador de Colombia ante la Santa Sede, conoció a Misael Pastrana Borrero, quien trabajaba como diplomático en la Embajada. Se comprometieron ese año y contrajeron matrimonio el 24 de febrero de 1951 en la Capilla de la Madonna Della Strada de la Escuela de San Bartolomé en Bogotá. Es la única mujer colombiana hija de candidato a presidente de Colombia, esposa de presidente y madre de presidente.

### Citas
1. ↑  Redacción Gente (15 de septiembre de 2017). «Murió María Cristina Arango, exprimera dama y madre de Andrés Pastrana». El Espectador. Consultado el 15 de septiembre de 2017.
2. ↑  Canal 1 (29 de julio de 2025). «María Cristina Arango Vega: Noticias, Fotos y Videos | Última Hora y novedades sobre María Cristina Arango Vega». Canal 1 (en spanish). Consultado el 30 de julio de 2025.
3. ↑  «Misael Pastrana y María Cristina Arango». babel.banrepcultural.org (en inglés). Archivado desde el original el 8 de diciembre de 2024. Consultado el 30 de julio de 2025.
4. ↑  mluisabarrera. «Telésforo Pedraza Expresa Sus Condolencias Por Fallecimiento De Maria Cristina Arango Viuda De Pastrana». www.camara.gov.co. Consultado el 30 de julio de 2025.
5. ↑  Legales, Asuntos (15 de septiembre de 2017). «Falleció María Cristina Arango, la mamá del expresidente Andrés Pastrana | AsuntosLegales.co». Asuntos Legales. Consultado el 30 de julio de 2025.
6. ↑  Ríos Penalosa, Gilma. «Primeras damas del siglo XX». Banco de la República de Colombia. Consultado el 16 de septiembre de 2017.
7. ↑  Semana (9 de julio de 1998). «La primera madre». Semana. Consultado el 16 de septiembre de 2017.

- Datos: Q6781949